# Joeropsis dimorpha
Joeropsis dimorpha är en kräftdjursart som beskrevs av Brian Frederick Kensley och Marilyn Schotte 2002. Joeropsis dimorpha ingår i släktet Joeropsis och familjen Joeropsididae. Inga underarter finns listade i Catalogue of Life.